# Zhenyuan (Qingyang)
Der Kreis Zhenyuan (chinesisch 镇原县, Pinyin Zhènyuán Xiàn) ist ein Kreis der bezirksfreien Stadt Qingyang der chinesischen Provinz Gansu. Die Fläche beträgt 3.501 Quadratkilometer und die Einwohnerzahl 424.000 (Stand: Ende 2018). Hauptort ist die Großgemeinde Chengguan (城关镇).